# Cheyenne Jackson
Cheyenne David Jackson (Spokane, Washington; 12 de julio de 1975) es un actor, cantante y compositor estadounidense. Sus créditos incluyen papeles principales en musicales de Broadway y otros papeles escénicos, así como papeles de cine y televisión, conciertos y grabaciones de música.
Después de comenzar su carrera como actor en el teatro regional en Seattle, se mudó a Nueva York y fue suplente en Thoroughly Modern Millie (2002) y Aida (2003). Luego, interpretó a Matthew en Altar Boyz (2004). El primer papel principal de Jackson en Broadway fue en All Shook Up (2005), que le valió un Theatre World Award por "Mejor debut de Broadway". Desde entonces, en el escenario de Nueva York, ha protagonizado The Agony & the Agony (2006), Xanadu (2007), Damn Yankees (2008), Finian's Rainbow (2010; Drama Desk nomination), 8 (2011), The Heart of the Matter (2012), y The Performers (2013).
También ha aparecido en varias películas, incluyendo United 93, en el cual su interpretación de Mark Bingham que le valió el Boston Society of Film Critics en 2006. También tuvo un papel principal en la comedia romántica independiente de 2014, Mutual Friends, y papeles invitados en series de televisión como 30 Rock y Glee. Desde 2015, Jackson actúa en la serie de antología de FX, American Horror Story, en su quinta, sexta, séptima, y octava temporada. En 2019 actúa como Hades en la película Descendants 3.

## Biografía
Jackson nació en el Deaconess Hospital en Spokane, Washington, el 12 de julio de 1975, hijo de David y Sherri Jackson, y fue nombrado por su padre después de la serie Western de los años 50 Cheyenne. El tercero de cuatro hijos, se crio en Oldtown, Idaho, una "pequeña ciudad de molinos" en una zona rural en el norte de Idaho, cerca de la frontera con Washington. Su padre era nativo americano y veterano de Vietnam.
Su madre le enseñó a Jackson, su hermana y dos hermanos a cantar y tocaba música regularmente con Joan Baez, Joni Mitchell, Bob Dylan y Elvis Presley en casa. Se mudó a Spokane cuando era adolescente.
En Seattle, Jackson trabajó como ejecutivo publicitario en una revista e hizo algo de teatro en el lado, ganando su tarjeta Actors' Equity Association. "Tan pronto como descubrí qué era el teatro, lo que era Broadway, pensé, 'Oh, eso es lo que haré con mi vida'. Solo cuestión de poner todas las piezas en su lugar", dijo. Inspirado para repensar su carrera después de los ataques del 11 de septiembre, se mudó a la ciudad de Nueva York para perseguir su sueño de ser actor: "[Actuar] era algo que siempre quise hacer pero estaba demasiado asustado y no tenía la confianza. El 11 de septiembre cambió todo para todos nosotros. Me dio la urgencia."

## Filmografía

### Cine
| Año  | Título                                    | Rol             | Notas        |
| ---- | ----------------------------------------- | --------------- | ------------ |
| 2005 | Curiosity                                 | Luke            | Cortometraje |
| 2006 | United 93                                 | Mark Bingham    |              |
| 2010 | Photo Op                                  | Zig             | Cortometraje |
| 2010 | Hysteria                                  | Scott           |              |
| 2011 | The Green                                 | Daniel          |              |
| 2011 | Smile                                     | Doctor Steve    | Cortometraje |
| 2012 | Price Check                               | Ernie           |              |
| 2012 | Lola Versus                               | Roger           |              |
| 2013 | Mutual Friends                            | Christoph       |              |
| 2014 | The One I Wrote for You                   | Ben Cantor      |              |
| 2014 | Six Dance Lessons in Six Weeks            | Michael Minetti |              |
| 2014 | Dragula                                   | Mr. Newton      |              |
| 2014 | Love Is Strange                           | Ted             |              |
| 2014 | Lucky Stiff                               | MC              |              |
| 2015 | A Beautiful Now                           | David           |              |
| 2015 | Day Out of Days                           | Phil            |              |
| 2016 | Bear with Us                              | Hudson          |              |
| 2016 | Opening Night                             | Eli Faisel      |              |
| 2017 | Hello Again                               | Robert          |              |
| 2018 | Hurricane Bianca 2: From Russia with Hate | Boris           |              |

### Televisión
| Año     | Título                            | Rol                | Notas                                                                     |
| ------- | --------------------------------- | ------------------ | ------------------------------------------------------------------------- |
| 2008    | Lipstick Jungle                   | Bryce              | Episodio: "Chapter Fifteen: The Sisterhood of the Traveling Prada"        |
| 2008    | Family Practice                   | Sebastian Kinglare | Película para televisión                                                  |
| 2009    | Life on Mars                      | Sebastian Grace    | Episodio: "Let All the Children Boogie"                                   |
| 2009    | Ugly Betty                        | Timothy D'Artagnan | Episodio: "Sugar Daddy"                                                   |
| 2010    | Law & Order                       | Jon Sorrentino     | Episodio: "Innocence"                                                     |
| 2010    | It Takes a Village                | Scott              |                                                                           |
| 2010–11 | Glee                              | Dustin Goolsby     | 3 episodios                                                               |
| 2011    | Curb Your Enthusiasm              | Terry              | Episodio: "Car Periscope"                                                 |
| 2009–12 | 30 Rock                           | Danny Baker        | Recurrente, 12 episodios                                                  |
| 2012    | Mockingbird Lane                  | Steve              |                                                                           |
| 2013    | Onion News Empire                 | Cameron Grey       |                                                                           |
| 2013    | Behind the Candelabra             | Billy Leatherwood  | Película para televisión                                                  |
| 2013    | Full Circle                       | Peter Barlow       | 3 episodios                                                               |
| 2014    | HR                                | Tim Harcourt       |                                                                           |
| 2014    | Royal Pains                       | Sam                | Episodio: "Oh, M.G."                                                      |
| 2015–16 | American Horror Story: Hotel      | Will Drake         | 9 episodios                                                               |
| 2016    | American Horror Story: Roanoke    | Sidney Aaron James | 7 episodios                                                               |
| 2017    | The Real O'Neals                  | Mr. Peters         | Episodio: "The Real Mr. Nice Guy"                                         |
| 2017–18 | RuPaul's Drag Race                | Él mismo           | 2 episodios                                                               |
| 2017    | Sense8                            | Blake Huntington   | Episodio: "If All the World's a Stage, Identity Is Nothing But a Costume" |
| 2017    | American Horror Story: Cult       | Dr. Rudy Vincent   | 9 episodios                                                               |
| 2018    | American Woman                    | Greg               |                                                                           |
| 2018    | Will & Grace                      | Michael            | Episodio: "The Beefcake & the Cake Beef"                                  |
| 2018    | Modern Family                     | Max                | Episodio: "In Your Head"                                                  |
| 2018    | American Horror Story: Apocalypse | John Henry Moore   |                                                                           |
| 2019    | Descendants 3                     | Hades              |                                                                           |
| 2020    | Descendants Remix Dance Party     | Hades              | Especial de televisión                                                    |
| 2020    | Julie and the Phantoms            | Caleb Covington    |                                                                           |
| 2021    | Call Me Kat                       | Max                | Protagonista                                                              |